# 名護城
名護城（なんぐすく）は、沖縄県名護市字城にある城跡（グスク）である。城跡一帯は「名護中央公園」として整備されており、日本さくら名所100選の1つとして「名護城公園」が選ばれている。名護按司の居城だったと伝えられる。

## 名護按司の歴史
名護城およびその城主たる名護按司は、伝説時代の北山世主・前北山の天孫氏の代から有力豪族として伝説があり、利勇の簒奪による伝説王朝・天孫王統の滅亡など、琉球の王統の代替わりごとに強い影響を受けてきたとされる。
概ね中北山の頃、国頭地方の豪族諸按司は皆ほぼ親族と呼べるほど近縁であり、三山時代の終焉まで親族骨肉相い食む抗争が繰り広げられた。中北山中興の祖は、仲昔中山英祖王の次男湧川王子であり、北山諸按司と縁戚を結び、名護按司、羽地按司、国頭按司などの諸按司はその係累一族で占められた。史書における名護按司の祖は、湧川王子の孫、今帰仁城主仲昔今帰仁按司丘春の実弟（丘春の父、世主今帰仁按司の次男）と伝わり、羽地・国頭按司らも兄弟と伝わる。
（一説には羽地按司の）怕尼芝が内訌にて丘春を討ち後北山・北山王国を興すと、新しい北山王には面従腹背の姿勢を取り敗れ落ちた昔北山の一族を密かに庇護した。北山王の権勢は名護按司ら国頭諸按司にとっても存立の危機を覚えるほど強大であった。中山尚巴志が後北山を攻めると国頭諸按司一族はこぞって中山側につき、終には本部平原の内応により後北山・怕尼芝王統は終焉を迎える。
北山滅亡後、尚巴志は北山監守を置き兵乱に備えた。第一尚氏が尚円によって滅ぼされると、第一尚氏由来の監守家も離散するが、今度は名護按司ら国頭諸按司によって門中と雖も見殺しにされた。
第二尚氏・尚真王の代に王国の按司が首里に全て集められた。

## 城跡の地勢
名護城は天孫伝説時代からあったと伝わるが、現在遺構が残っているのは、名護市中心部を北西に見下ろす標高100mほどの山地に14世紀頃築かれたものである。「二重の堀切」と呼ばれる防御施設が残っている。他のグスクの例にもれず、ノロ殿内、根神、掟神、神アサギなどの拝所跡など御嶽的施設跡も見つかっている。大がかりな土木建築の遺構は残っておらず、後北山時代までは茅葺と竹垣程度で築かれた城や拝所だったと推定されている（当時、中山の城でも瓦はほとんど使われていなかった時代である）。
また、出土品は14 - 15世紀の中国製陶磁器やグスク時代の土器が多い。
名護の中心部落も当初は名護城近くの山崖にあったが、後代尚真王の代に中央集権化により按司が全て首里に移ると軍事的機能は衰退し、換言すれば軍事的緊張が緩み平和が訪れたため、住民はこぞって平野部に移住し、山中には城郭、御嶽と伝説が残された。

## 周辺など
城を下って中腹には名護神社があり、首里に移った名護按司を氏神として祀ったものである。神社には神アサギが置かれている一方で大和風の鳥居まで置かれており近代以降の設置と見られる。記録では1928年（昭和3年）に大規模な改築があった。